# Новоалександровская сельская община (Херсонская область)
Новоалександровская сельская община (укр. Новоолександрівська сільська громада) — территориальная община в Украине, в Бериславском районе Херсонской области с административным центром в селе Новоалександровка.
Площадь территории — 407,9 км², население общины — 5 947 человек (2020 г.).
Создана в 2020 году, согласно распоряжению Кабинета Министров Украины № 726-р от 12 июня 2020 года «Об определении административных центров и утверждении территорий территориальных общин Херсонской области», путём объединения территорий населенных пунктов Беляевского, Гавриловского, Золотобалковского, Михайловского, Новоалександровского и Петропавловского сельских советов Нововоронцовского района Херсонской области .

## Населенные пункты
В состав общины вошли села Беляевка, Гавриловка, Золотая Балка, Майское, Михайловка, Новоалександровка, Петропавловка, Украинка и Червоное.